# هولا

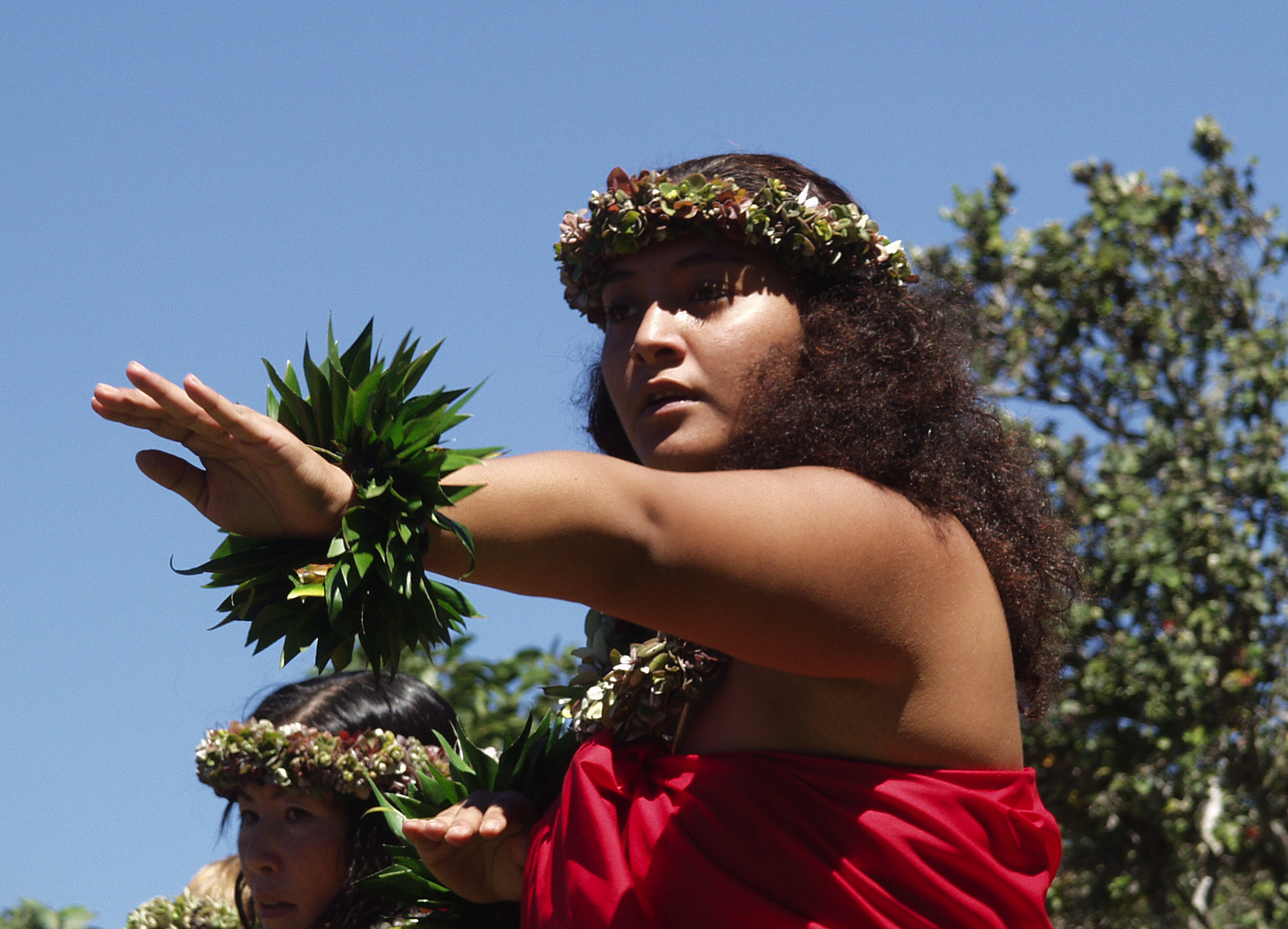
رقصة الهولا.

رقصة الهولا (بالإنجليزية: Hula)‏ هي رقصة مشهورة في جزر الهاواي.

## معنى حركاتها
كل حركة في رقصة الهولا لها معنى خاص بها وكل تعبير بأيدي الراقص يتخذ معنى كلمة بعينها أو تعبير عميق، فحركات الراقص مثلا تستطيع أن تمثل أنماط من البشر والحيوانات، أو حتى تقليد الحرب أو تقليد الطبيعة بعض حركات عناصرها كالشجرة التي تتموج بأغصانها، أو البحربحركات أمواجه، فالراقص أو الراقصة الحقيقية بالهولا ستشعر معه بأن ما يؤديه يجسد قرش مثلا أو قمر أو سماء عبر راحة الكف.
كما يرافق الحركات الراقصة الغناء والتي تساعد على تسجيد قصة بعينها.فعمليا ليست الأيدي وحدها قادرة على شرح القصة فحسب وإنما كلمات الراقص أو المغني هي ما يلتفت إليه غالبية الجمهور، واليوم لأن لغة الغناء أصبحت واضحة وتطورت القدرة على التعبير بشكل أفضل فقد حلت محل الحركات والإيحاءات مما أعطى للجسد حرية التعبير عن ذاته وانعكس ذلك على رقصة الهولا الحديثة.

## أزياء الهولا

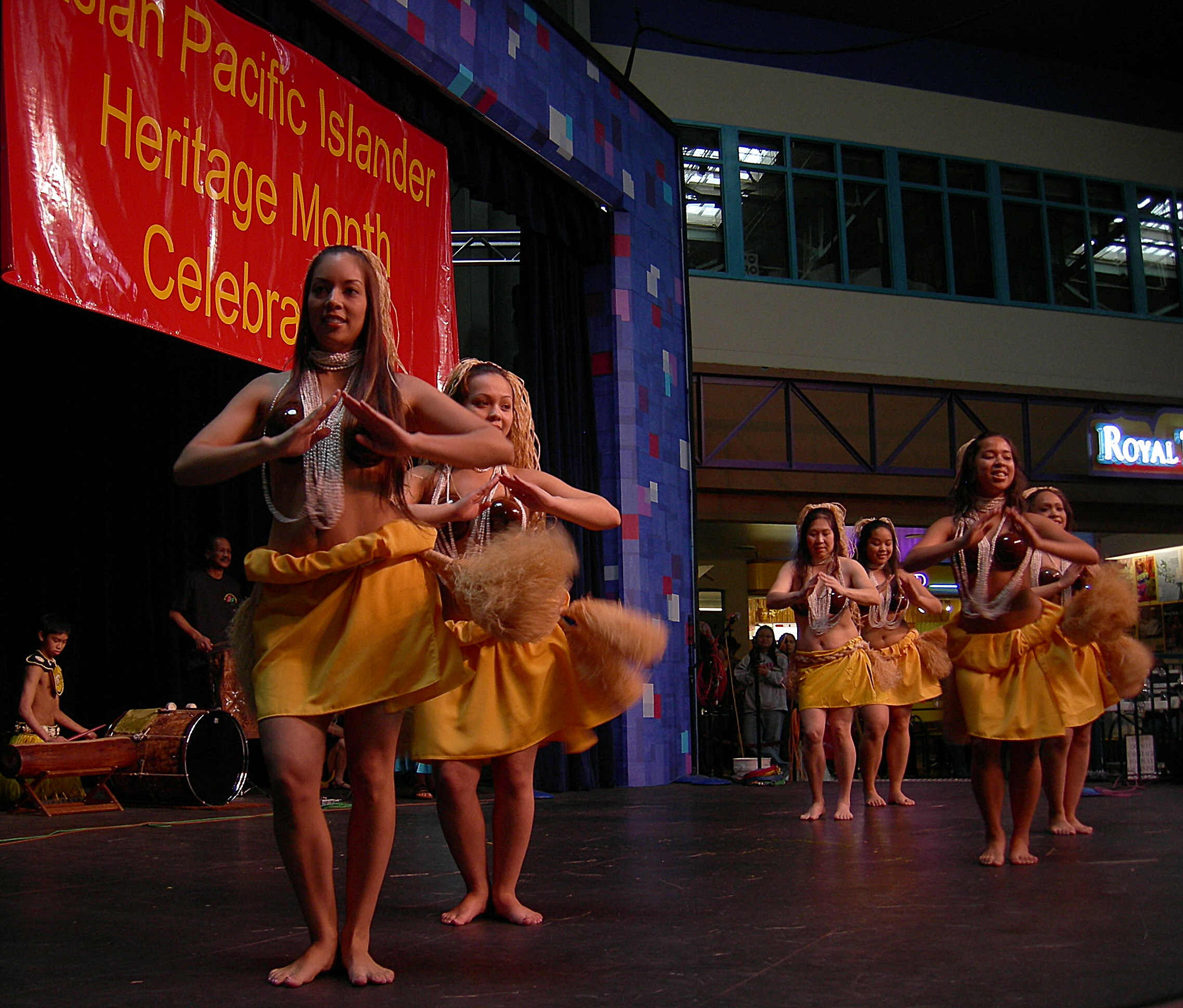
راقصات الهولا

أما الأزياء الراقصين القدماء بما يخص الرأس والأكتاف فضلا عن سترة قصيرة وال«كوبيا» أو الشكلة التي توضع على الشعر ومصنوعة من أسنان القرش أو عظام الحوت.وتتنوع الأزياء عموما من مدرسة لأخرى ومن جزيرة لأخرى وحسب الفئات العمرية والأجناس ونوع الرقصة التي سيتم تقديمها، إن كانت حديثة أو تقليدية قديمة أو حتى تخص طقس ديني بعينه.

## مدارس الهولا في هاواي
بعد أن كانت رقصة دينية حيث تم التشدد في شكل الراقصين وتركيبتهم وعلى الطلاب أن يتبعوا قواعد خاصة تدعى «كابو» وإطاعة أستاذ تعليم رقصة الهولا «كوما», فمثلا يجب على الراقصين ألا يحلقوا شعورهم أو أظافرهم وبعض المأكولات ممنوعة وممارسة الجنس ممنوعة، وكأنها ممارسة لطقس ديني بعينه.
وعلى المنظم «هوبا» أن يساعد الأستاذ «كومو» مع المغني وعازف الطنبور في اختيار التلاميذ. وعلى التلاميذ الراقصين حين الرقص أن يرسخوا ما يتعلق ب«لاكا» وأن يتزينوا بالكرمة والزهور وأن يعرفوا أنهم يمارسون طقسا مقدسا خاصا وأن يتبعوا تعليمات متشددة. كما يحصلوا بالنهاية على شهادة إن بقوا في «الهلاو» أي مدرسة الهولا لعدة أيام من التحضير خاضعين للتطهير التقليدي بماء البحر وصلوات التقديم وحتى أن يأكلوا وليمة الاحتفال من لحم «الخنزير» وبالنهاية أن يتبعوا قواعد رقصة الهولا النهائية «الكابو».
بعض مدارس الهالاو تتوضع داخل «هياو» أي المعبد كنموذج للتقديس المتعلق بالهولا وإحدى أفضل المدارس في هذا المجال فنجدها في «كي» قرب «هاينا»
على الشاطئ الجنوبي لجزيرة كاواي.

## أنواع الهولا
أما أنواع الهولا فهناك الهولا «كيهيكو» وهي النموذج القديم وتتم معرفته من خلال اللباس التقليدي خلف المغني أو بمصاحبة المغني فقط. وأيضا هناك هولا «أوانا» فهي النمط الحديث والتي ترافقها الأغاني والأدوات الموسيقية مثل الأوكوليليس والإيتار والآلات الأخرى فضلا عن أزياء خيالية للراقصين.
وهناك هولا «كايكي» للأطفال أو ما يعرف بهولا الأطفال.

## إنقاذ الهولا بالقرن التاسع عشر
كادت الهولا أن تختفي في بدايات القرن التاسع عشر بسبب معتقدات وثنية، ولكن الملك ديفيد كالاكاوا وبنهاية القرن التاسع عشر اعتبرها جزء من الاقتصاد ومصدر إضافي للمال فعمل على تدريب مجموعة جيدة من الراقصين وتحضيرهم لتقديم أمسيات متنوعة مما شجع الراقصين على تعلم وإحياء الهولا القديمة.
يوجد اليوم العديد من المدارس لتعليم الهولا وهي تختلف من جزيرة لأخرى وقد خرجت الهولا آلاف الطلاب وحافظت على الأنماط القديمة وشكلت ثقافة خاصة بهاواي كتقاليد حية.كما شهدت الهولا منذ سبعينيات القرن الماضي نهضة مهمة فأغنت ثقافة هاواي، وأعطتها بعدا روحيا بل وعالميا وقد انعكس ذلك على السينما العالمية كما في فيلم فتيات الهولا الياباني من إنتاج 2006 والحاصل على أوسكار الفيلم الياباني لذات العام.